# William W. Hoppin

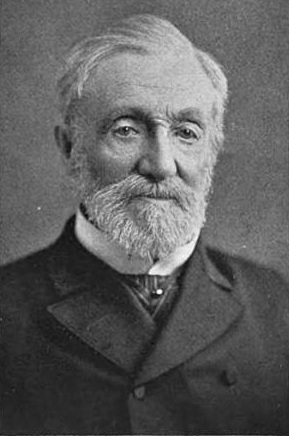
William Warner Hoppin

William Warner Hoppin (* 1. September 1807 in Providence, Rhode Island; † 18. April 1880) war ein US-amerikanischer Politiker und von 1854 bis 1857 Gouverneur des Bundesstaates Rhode Island.

## Frühe Jahre und politischer Aufstieg
William Hoppin studierte nach der Grundschule und der Hopkins School an der Yale University. Nach einem Jurastudium wurde er im Jahr 1830 als Rechtsanwalt zugelassen. Danach begann er in Providence in seinem neuen Beruf zu arbeiten. Politisch war er zunächst Mitglied der Whigs; nach deren Auflösung trat er der Know-Nothing Party bei, ehe er schließlich bei der Republikanischen Partei seine endgültige politische Heimat fand. Hoppin wurde Mitglied im Stadtrat von Providence und absolvierte ein Jahr im Senat von Rhode Island.

## Gouverneur von Rhode Island und weiterer Lebenslauf
Im Jahr 1854 wurde Hoppin als Kandidat der Know-Nothings zum neuen Gouverneur seines Staates gewählt. Nachdem er in den Jahren 1855 und 1856 jeweils wiedergewählt worden war, konnte er zwischen dem 2. Mai 1854 und dem 26. Mai 1857 in diesem Amt verbleiben. In dieser Zeit trat er der Republikanischen Partei bei, deren Bundesparteitag er 1856 besuchte, auf dem John Charles Frémont zum Präsidentschaftskandidaten nominiert wurde. Im Jahr 1857 lehnte Hoppin eine weitere Kandidatur als Gouverneur ab.
Nach dem Ende seiner Amtszeit war er wieder Rechtsanwalt. Im Jahr 1861 war er Mitglied einer Konferenz in Washington, die in letzter Minute vergeblich versuchte, den Ausbruch des Bürgerkriegs zu verhindern. Im Jahr 1866 war er nochmals Mitglied des Staatssenats. Von 1867 bis 1872 war er für die Registrierung von Insolvenzen (Registrar in Bankruptcy) verantwortlich. 1875 wurde Hoppin in das Repräsentantenhaus von Rhode Island gewählt. Er war außerdem Schatzmeister einer Eisenbahngesellschaft und Präsident der Providence Dyeing, Bleaching and Callendering Company. William Hoppin starb im April 1880. Mit seiner Frau Francis Street hatte er zwei Kinder.